# Chronicles of the Sword
Chronicles of the Sword est un jeu vidéo d'aventure développé par Synthetic Dimensions et édité par Psygnosis en 1996 sur DOS et PlayStation.  L'histoire prend place dans l'Angleterre du Roi Arthur.

## Accueil
- PC Team : 81 %[1]